# Athyrium wardii
Athyrium wardii là một loài thực vật có mạch trong họ Woodsiaceae. Loài này được (Hook.) Makino miêu tả khoa học đầu tiên năm 1899.